# 阿夫里格王朝
阿夫里格王朝（Afrighids，波斯語：‎），是操中古波斯語中花剌子模語的伊朗人所建的王朝，統治花剌子模王國。在王朝存續期間（公元305年到995年），他們曾經尊奉薩珊帝國、嚈噠、突厥汗国、倭馬亞王朝、和伽色尼的馬哈茂德為宗主國。

## 王朝歷史
花剌子模當地學者比魯尼（生卒年公元973年到1048年）整理出22位阿夫里格王朝成員，統治時間總共690年，統治者平均在位期間為31年。比魯尼說阿夫理格王朝從公元305年發跡，中間被阿拉伯倭馬亞王朝的屈底波·伊本·穆斯林在回曆93年/公元712年征服，直至回曆385年/公元995年被竄起而且敵對的馬蒙王朝所推翻。有關阿夫理格王朝在伊斯蘭時期之前的主要資訊也由比魯尼所提供。他提到有關這個王朝有資訊空白的部分原因是： 
|  | “當哈查吉·伊本·优素福麾下將領屈底波·伊本·穆斯林被派往花剌子模，進行第二次遠征之後，他迅速把使用花剌子模語寫作，以及了解當地傳統、歷史、和文化的人處決。然後，他也把所有祆教教士殺光，焚燒和廢棄經書，結果只有文盲留下，他們對於文字一無所知，因此這個地區的歷史就大都受到遺忘。” |

## 名詞來源
有人提出，“Afrigh”是阿拉伯化的波斯語“Abriz”（آبریز  “Abriz”是水流之處，指的是花剌子模的地理環境，以及其豐富的水域）。然而，帕爾維茲·阿茲凱（Parviz Azkai）博士在他對比魯尼的《古代民族編年史》（Chronology of Ancient Nations，或原文書名直譯成英文The Remaining Signs of Past Centuries）中註釋所解釋的，這名詞是種流行的詞源。阿茲凱說，Afrigh的原字是Ap-Air-ig，意思是雅利安人的後裔：ap（或af）與“afrashtan”（波斯語：افراشتن）中的涵義相同，有撫育的意思（to raise）；air是Aryan的字根，Iraj和Eran/Iran（雅利安的土地，land of Aryan）相同；-ig是伊朗語言中的關係字字尾，與英語中的“-ic”或法語中的“-ique”屬於相同詞源。

## 王國

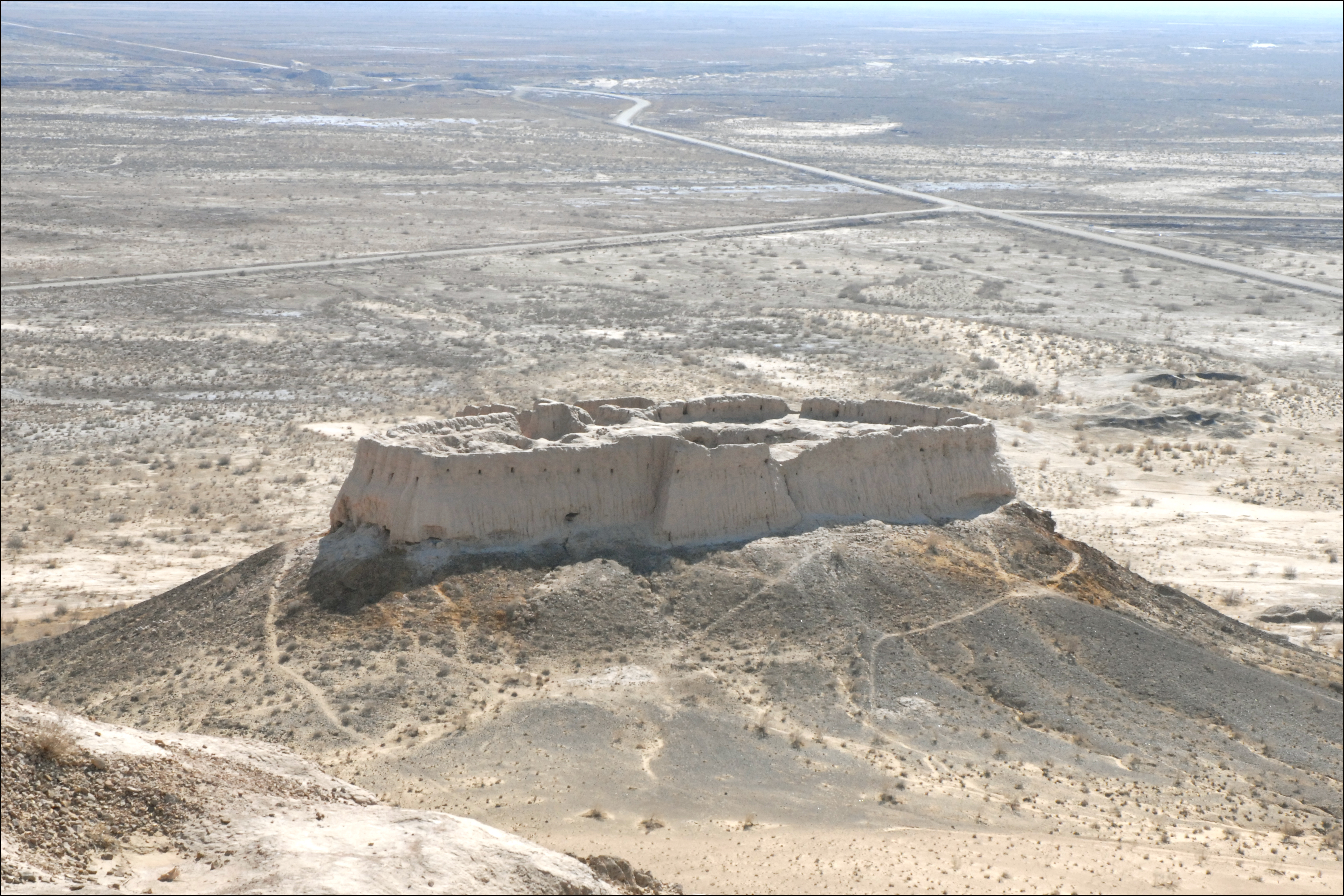
位於今日烏茲別克阿亞茲·卡拉的古堡廢墟，建於阿夫里格王朝時期。

花剌子模一直由古老家族阿夫理格（Afrighids of Kath）統治，首都設在白露倪（亦稱凱特（Kath）），直到公元995年。地理上位於阿姆河下游灌溉良好且農產豐富的之地。四周被草原和沙漠所包圍，在地理上與其他文明地區隔絕。這種隔離使它得以保有獨特的伊朗語言和文化。花剌子模是早期發展出伊朗文明的地區之一，當地出生的歷史學者比魯尼說花剌子模的文明可追溯到公元前一千年之前。在公元8世紀之前，曾有阿拉伯人從大呼羅珊和河中地區發動過對花剌子模邊緣少數的攻擊，但效果不大。但到公元712年，屈底波·伊本·穆斯林得以介入阿夫理格王朝國王和他的兄弟Khorrazad之間的內戰。比魯尼指出，前後共兩次的阿拉伯人入侵造成巨大的破壞。一旦阿拉伯人撤出後，阿夫理格王朝又重新恢復統治，根據比魯尼的說法，他們繼續堅守其祖傳信仰就是祆教。為抵抗阿拉伯人，當地的國王繼續與附近的的伊朗人小國君主、粟特商人，甚至是突厥人，以及中國人結盟。

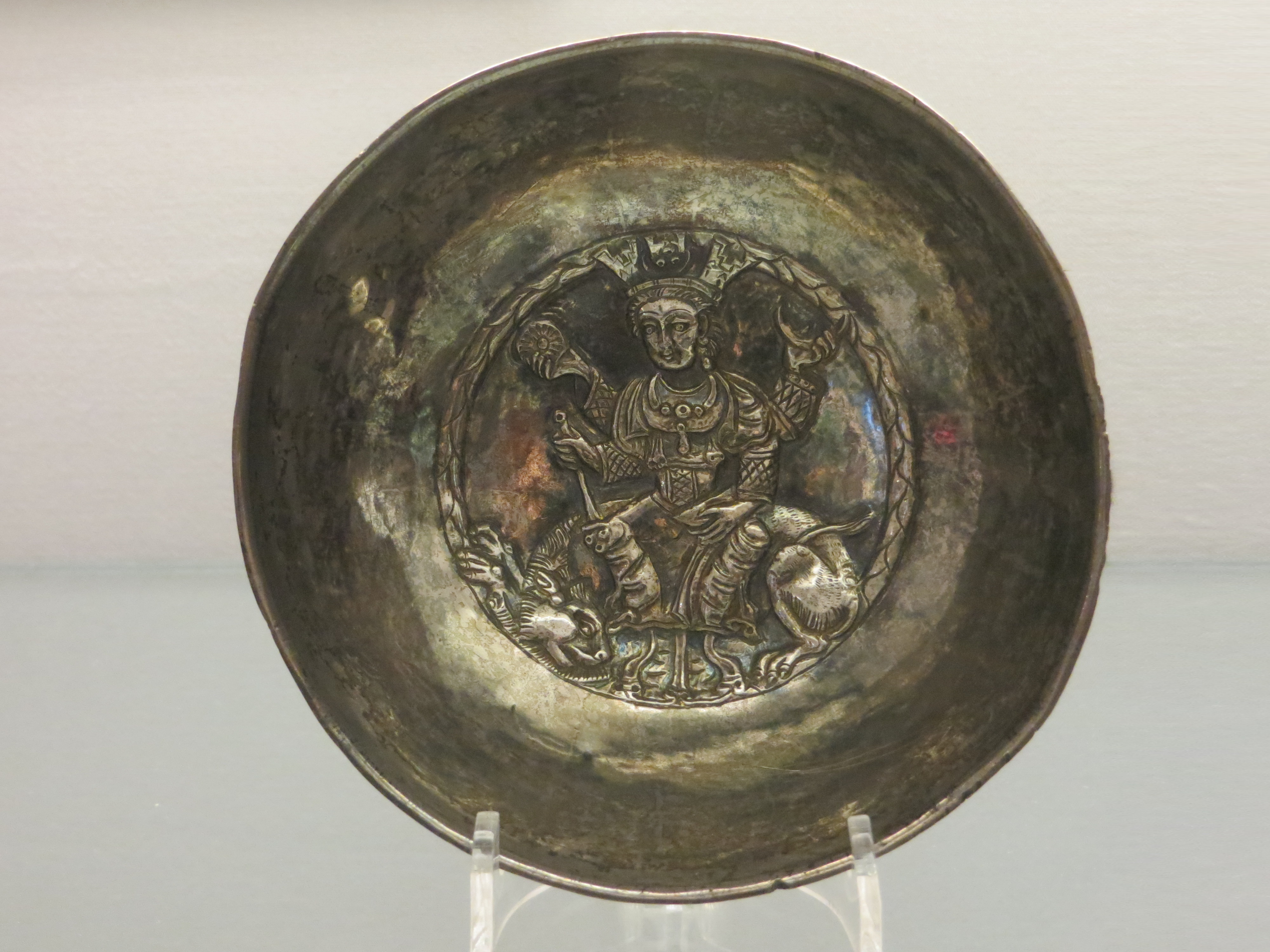
花剌子模時代銀碗(公元658年)，雕有騎著獅子的四臂女神，可能是巴克特里亞女神娜娜。大英博物館收藏。

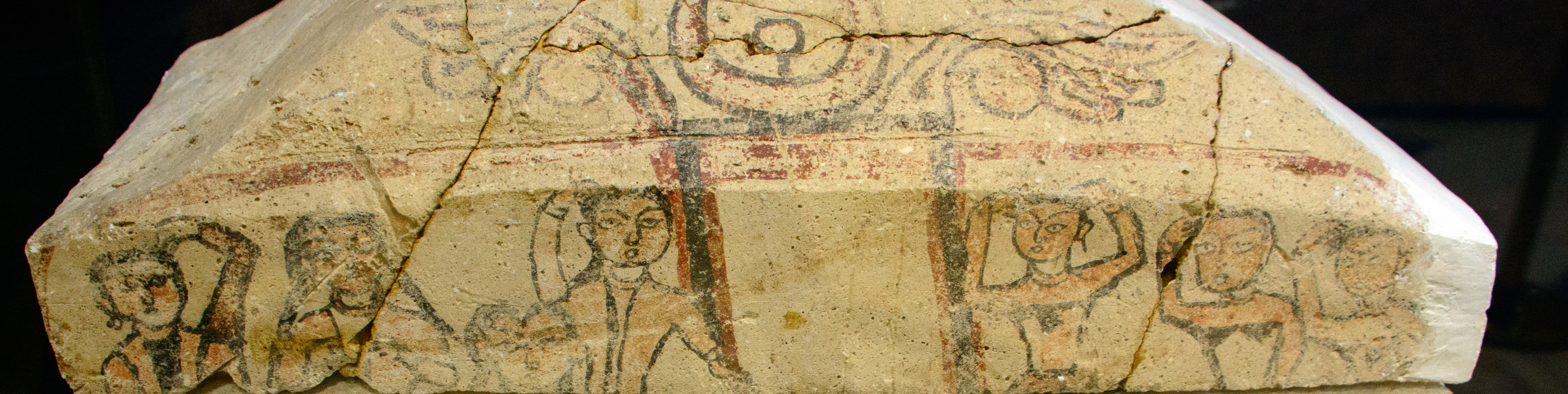
在今日烏茲別克Tok-Kala，公元七/八世紀墓地所挖掘出的雪花石膏造骨骸容器蓋子。

之後花剌子模隱晦的作為穆斯林的附庸國，到公元8世紀末或9世紀初，一位阿夫理格王朝國王才首度皈依伊斯蘭教，並採用流行的皈依者名字“阿卜杜拉（Abdallah，上帝的僕人）”為名。在公元10世紀，居住在阿姆河左岸古爾根（Gurganj）的的馬蒙家族由於從事貿易商隊經營，在經濟和政治上的重要性不斷提升。他們在公元995年用暴烈的方式推翻阿夫理格王朝，而建立馬蒙王朝，也承襲花剌子模沙阿的頭銜。在很短的時間裡，這個地區的宗主國變成薩曼王朝，然後再轉為伽色尼的馬哈茂德，之後是蒙古人入侵和蒙古帝國的長期統治，而把該地區的伊朗特色取代。但花剌子模沙阿的頭銜一直維持到公元15世紀。

## 宗教
人們普遍認為在公元9世紀，王朝第18位國王阿卜杜拉·伊本·託卡斯巴達（Abdallah ibn Torkasbatha）統治時期之前，阿夫理格王朝君主都信奉祆教。但他們的祆教信仰與伊朗的有所不同，他們的是祆教與當地異教之間的混合體。俄國考古學及人種學者托爾斯托夫說，花剌子模人像他們的粟特人的親戚一樣，似乎崇拜的是伊朗神話英雄西婭瓦什，根據托爾斯托夫的學術作品“古代花剌子模王國（Ancient Khwarezm）”，)這種神祇屬於如中亞死亡後重生的植物神祇，也有豐饒的意涵，可與古埃及的歐西里斯和迦南的巴力比擬。

## 統治者名單
由於花剌子模的歷史記載發生過斷層，加以後人對他們的語言文字了解不多。後人對於統治者知道較多的是發生在公元八世紀，首先有人皈依伊斯蘭教之後。經過比魯尼以及後代學者，整理出共26位統治者的名字，（請參考英文版）。

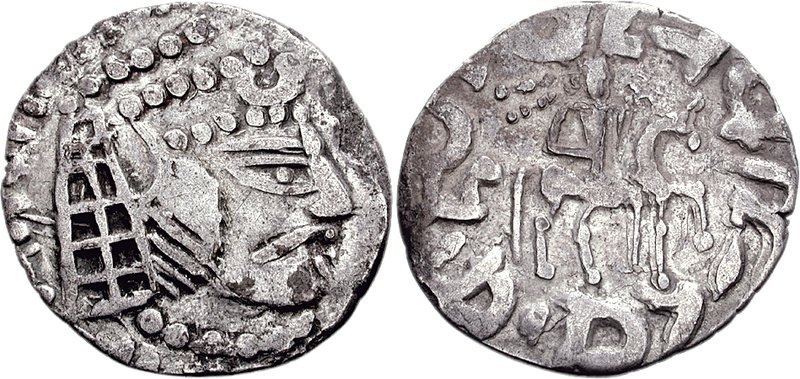
第七世紀統治者Fravik所鑄硬幣正反面。
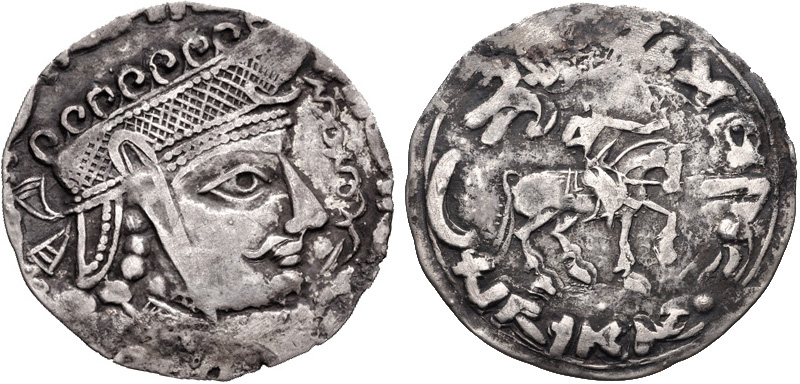
統治者Sawashfan所鑄硬幣正反面。
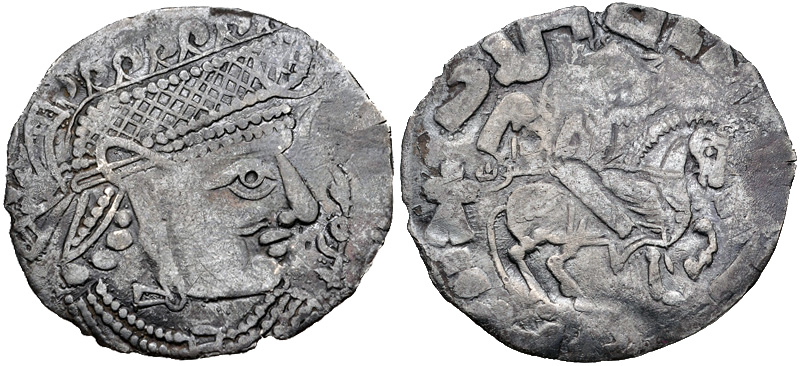
統治者Azkajwar-Abdallah所鑄硬幣正反面。

## 資料來源
- Bosworth, C. E. . Frye, R. N.  (编). . Cambridge: Cambridge University Press. 1968: 1–202  [2021-07-31]. ISBN 0-521-06936-X. （原始内容存档于2021-04-15）.
- Bosworth, C. E. . : 743–745. 1984. （原始内容使用|archiveurl=需要含有|url= (帮助)存档于2021-04-21）. |chapter-url=被忽略 (帮助); |article=和|title=只需其一 (帮助);
- Fedorov, Michael; Kuznetsov, Andrew. . Iran: Journal of the British Institute of Persian Studies (Taylor & Francis). 2011, 49: 79–88. JSTOR 41431230. S2CID 192405406. doi:10.1080/05786967.2011.11834430.
- Nerazik, E. E.; Bulgakov, P. G. Litvinsky, B. A. , 编. . History of Civilizations of Central Asia. Volume III: The crossroads of civilizations: A.D. 250 to 750 (Paris: UNESCO Publishing). 1996: 207-231 [207, 224]  [9 May 2021]. ISBN 978-92-3-103211-0. （原始内容存档于2022-04-08）.

## 進一步閱讀
- Khwarezm in Encyclopædia Iranica by Yuri Aleksandrovich Rapoport
- Albiruni. The Chronology Of Ancient Nations, trans.Edward Sachau. London: Elibron Classics, 2005.